# 해저 탐험대 마린 X
"해저 탐험대 마린 X"(海底探險隊 - , 마린 엑스)는 한국에서 제작된 김현동 감독의 1982년 애니메이션, 가족, SF 영화이다. 황기태 등이 제작에 참여하였다.

## 줄거리
한국 최초의 원자력잠수함 마린X는 해저 탐사 도중 공룡의 습격을 받는다. 이 사고로 심해에서 형을 잃은 주인공 추적은 마린X와 합체, 분리할 수 있는 쟈가호를 조종하며 복수심에 불탄다. 한편 조총련을 통해 마린X의 정체를 알게 된 북한은 소련에 비굴하게 애걸하여 잠수함을 얻어낸다. 다시 해저탐사에 나선 마린X는 로보트로 변신한 쟈가의 활약에 의하여 해저공룡을 무찌른다. 그러나 해저화산 폭발에 휘말린 마린X는 북한잠수함에게 나포되고, 쟈가로보트 역시 쓰러지게 되는데....

## 제작진
- 제작: (주)남양기획
- 추천: 한국안보교육협회
- 제작: 황기태
- 기획: 김태준
- 사업: 이희준
- 구성: 석영균
- 진행: 신학선
- 각본: 이상훈
- 연출: 김송필
- 작감: 오흥선
- 원화: 이미만
- 배경: 박효식, 김원영
- 동화: 안해진
- 미술: 민병건
- 채화: 금성동화
- 미술: 안태홍
- 촬영: 양석주, 박민호
- 음악: 정민섭
- 주제가: 정여진
- 편집: 현동춘 편집실
- 녹음: 청맥녹음실
- 효과: 조인형
- 총감독: 김현동

## 같이 보기
- 해저초특급 마린 익스프레스[1]
- 내일의 죠[2]